# سيوير (شبخوسلات)
سیویر (بالفارسية: سیویر) هي قرية تقع في إيران في قسم شبخوسلات الريفي. يقدر عدد سكانها بـ 337 نسمة بحسب إحصاء 2016.